# Combattants namibiens pour la liberté économique
Pour l’article homonyme, voir Combattants pour la liberté économique.
Les Combattants namibiens pour la liberté économique (en anglais : Namibian Economic Freedom Fighters abrégé en NEFF) est un parti politique namibien. Il est fondé en juin 2014. Le parti a des liens étroits avec le parti homonyme d'Afrique du Sud des Combattants pour la liberté économique. Sur le plan économique, les deux partis sont similaires, le NEFF se décrivant comme un mouvement pro-liberté, anticapitaliste et anti-impérialiste, s'oppose à l'exploitation étrangère des ressources naturelles du pays, et propose que les terres et ses ressources naturelles soient détenues par les peuples autochtones.
Dirigé par l'ancien membre du SWAPO Epafras Mukwiilongo (en), le parti diffère de son parent sud-africain par sa rhétorique anti-homosexuelle, Mukwiilongo déclarant que « Aujourd'hui, les impérialistes manipulent/influencent notre nation par des pratiques homosexuelles. Le NEFF s'engage à unir tous les Namibiens pour éradiquer cette mauvaise pratique. La Namibie ne sera jamais gouvernée par les homosexuels ».
Le parti participe aux élections générales de 2014. Il ne recueille que 0,36% des voix et n'obtient aucun siège à l'Assemblée nationale. Son candidat à la présidence Jan Mukwilongo termine en dernière place des neuf prétendants. Aux élections législatives de 2019, le NEFF obtient 1,66% des voix et deux sièges au parlement, bien que son candidat à la présidence Mukwiilongo ait de nouveau terminé dernier.
L'enregistrement du NEFF en tant que parti politique est radié par la Commission électorale de la Namibie le 24 juin 2024, en même temps que celui de la Voix chrétienne-démocrate.

## Résultats électoraux

### Élections présidentielles
| Année | Candidat                 | 1er tour | 1er tour | 2d tour | 2d tour | Rang |
| Année | Candidat                 | Voix     | %        | Voix    | %       | Rang |
| ----- | ------------------------ | -------- | -------- | ------- | ------- | ---- |
| 2014  | Jan Mukwilongo           | 2 514    | 0,28     |         |         | 9e   |
| 2019  | Epafras Mukwiilongo (en) | 1 026    | 0,12     |         |         | 11e  |

### Élections législatives
| Année | Chef                     | Voix   | %    | Rang | Élus    | +/- | Statut              |
| ----- | ------------------------ | ------ | ---- | ---- | ------- | --- | ------------------- |
| 2014  | Epafras Mukwiilongo (en) | 3 259  | 0,36 | 12e  | 0 / 104 |     | Extra-parlementaire |
| 2019  | Epafras Mukwiilongo (en) | 13 580 | 1,66 | 10e  | 2 / 104 | 2   | Opposition          |